# Break and Cross the Walls II
『Break and Cross the Walls II』（ブレイク・アンド・クロス・ザ・ウォールズ・ツー）は、MAN WITH A MISSIONの7枚目のフル・アルバム。2022年5月25日にSony Music Records（Sony Music Labels）から発売された。

## 概要
- 前作『Break and Cross the Walls I』から約6か月振りのリリース。
- CDは初回生産限定盤、通常盤、期間生産限定盤の3形態で発売[13]。
- 本作は、既発曲「Left Alive」「Dark Crow」「The Victors」「Rock Kingdom」「All You Need」「Perfect Clarity」「小さきものたち」に加え、東宝配給映画『劇場版ラジエーションハウス』主題歌である「More Than Words」[14]や、MBS・TOKYO MX・BS11テレビアニメ『機動戦士ガンダム 鉄血のオルフェンズ 特別編』オープニングテーマである「Blaze」[15]等、全形態共通で全14曲を収録[9][10][13]。
  - 「Dark Crow」は、CDシングルとしてリリースして以降、CDアルバムとして、フル・アルバムが1枚、EPが1枚、コンピレーション・アルバムが2枚、ベスト・アルバムが1枚リリースされたが、いずれのアルバムにも収録されなかった為、本作が同曲のCDアルバム初収録となる[注 2]。
  - アレンジ違いの楽曲も含めると、「Between fiction and fiction II」以外の13曲にタイアップが付いた作品となっており、ベストアルバムを除いた自身の作品の中で一番タイアップ楽曲の多い作品となっている。
- 前作『Break and Cross the Walls I』と同様に、当初CD2枚組の作品として制作がスタートしたが、2020年から続くコロナ禍の影響を受ける音楽シーンや、バンドの活動を後押しするファンに少しでも早く新たな作品を届けられたらという思いから完成を待たず急遽1作ずつリリースされることとなった[16]。
- 初回生産限定盤の特典DVDには、2022年3月31日に岩手県陸前高田市の奇跡の一本松ホールで開催されたアコースティック配信ライブ『音楽と行こう by au 5G LIVE MAN WITH A MISSION』[17]の中から、全6曲のライブ映像を収録[11]。
- 期間生産限定盤は、『機動戦士ガンダム 鉄血のオルフェンズ』の描きおろしアニメイラストがデザインされた三方背ケース仕様となっている[13]。
- 前作同様、UKにてJPU Recordsから海外盤がCD、CD+VODの2形態で発売された。

## チャート成績
- オリコンチャート
  - 初週33,678枚を売り上げ、2022年6月6日付の「オリコン週間 CDアルバムランキング」で週間4位を獲得した[1]。
  - 初週36,830ptを記録し、2022年6月6日付の「オリコン週間 合算アルバムランキング」で週間4位を獲得した[2]。
  - 初週33,678枚を売り上げ、2022年6月6日付の「オリコン週間 ROCKアルバムランキング」で週間1位を獲得した[3]。
  - 初週2,403ダウンロードを記録し、2022年6月6日付の「オリコン週間 デジタルアルバムランキング」で週間2位を獲得した[4]。
- Billboard JAPAN
  - 2022年6月1日公開の「Billboard Japan Hot Albums」で週間2位を獲得した[5]。
  - 初週34,262枚を売り上げ、2022年6月1日公開の「Billboard Japan Top Albums Sales」で週間3位を獲得した[6][7]。
  - 2022年6月1日公開の「Billboard Japan Download Albums」で週間2位を獲得した[8]。

## 収録曲

### CD
1. Tonight, Tonight - [3:32]
作詞：Kamikaze Boy, Jean-Ken Johnny
作曲：Kamikaze Boy
編曲：MAN WITH A MISSION, 中野雅之
  - エクストリームスポーツ競技大会『X Games Chiba 2022 Presented by Yogibo』大会テーマソング[18]
  - ソニー・ピクチャーズ エンタテインメント配給映画『バイオレンスアクション』挿入歌[19]
2. More Than Words - [3:51]
作詞：Kamikaze Boy, Jean-Ken Johnny
作曲：Kamikaze Boy
編曲：シライシ紗トリ
  - 東宝配給映画『劇場版ラジエーションハウス』主題歌[14]
  - 2022年4月27日に各配信サイトにて先行配信された[20]。
  - 同日にMVが公開された[20]。
3. All You Need - [3:50]
作詞・作曲：Jean-Ken Johnny
編曲：MAN WITH A MISSION, 中野雅之
  - 配信限定7thシングル
  - スマートフォン向けゲームアプリ『A.I.M.$ -All you need Is Money-』主題歌[21]
4. blue soul - [4:27]
作詞・作曲：Jean-Ken Johnny
編曲：MAN WITH A MISSION
  - TBS系『S☆1』テーマソング[22]
  - 2022年5月24日に同曲のMVが公開された。
5. Left Alive - [3:58]
作詞・作曲：Jean-Ken Johnny
編曲：MAN WITH A MISSION, 中野雅之
  - 配信限定5thシングル
  - スクウェア・エニックスゲームソフト『LEFT ALIVE』CMソング[23]
6. Perfect Clarity - [4:33]
作詞・作曲：Kamikaze Boy
編曲：MAN WITH A MISSION, 草間敬
  - 13thシングル『INTO THE DEEP』カップリング
  - 東宝配給映画『ヒノマルソウル〜舞台裏の英雄たち〜』挿入歌[24]
7. Between fiction and friction Ⅱ - [4:22]
作詞：Kamikaze Boy, Jean-Ken Johnny
作曲：Kamikaze Boy
編曲：MAN WITH A MISSION, 大島こうすけ
8. Blaze - [3:39]
作詞・作曲：Jean-Ken Johnny
編曲：MAN WITH A MISSION
  - MBS・TOKYO MX・BS11テレビアニメ『機動戦士ガンダム 鉄血のオルフェンズ 特別編』オープニングテーマ[15]
  - 2022年5月18日に各配信サイトにて先行配信された。
  - 2022年5月23日に同曲のMVが公開された[25]。
9. Rock Kingdom feat.布袋寅泰 - [4:22]
作詞：Kamikaze Boy, Jean-Ken Johnny
作曲：Kamikaze Boy
編曲：MAN WITH A MISSION, 布袋寅泰, 中野雅之
  - 12thシングル『Change the World』カップリング
  - フィーチャリングギタリストとして布袋寅泰が参加している。
10. Rain - [4:36]
作詞・作曲：Kamikaze Boy
編曲：MAN WITH A MISSION, 大島こうすけ
  - 東宝配給映画『劇場版ラジエーションハウス』インスパイアソング[26]
  - 2022年5月20日に同曲のMVが公開された[27][28]。
11. The Soldiers From The Start - [3:51]
作詞・作曲：Jean-Ken Johnny
編曲：MAN WITH A MISSION
  - スマートフォン向けゲームアプリ『FINAL FANTASY VII THE FIRST SOLDIER』戦闘BGM[29]
12. The Victors - [3:26]
作詞・作曲：Jean-Ken Johnny
編曲：MAN WITH A MISSION
  - 2ndコンピレーション・アルバム『MAN WITH A "B-SIDES & COVERS" MISSION』収録曲
  - 東宝配給音楽ドキュメンタリー映画『MAN WITH A MISSION THE MOVIE -TRACE the HISTORY-』主題歌[30]
13. Dark Crow -Break and Cross the Walls Ver.- - [4:38]
作詞：Kamikaze Boy, Jean-Ken Johnny
作曲：Kamikaze Boy
編曲：MAN WITH A MISSION, 草間圭
  - 11thシングルのアルバムアレンジバージョン
  - NHK総合テレビアニメ『ヴィンランド・サガ』オープニング・テーマ[31]
14. 小さきものたち -Acoustic Ver.- - [4:18]
作詞・作曲：Jean-Ken Johnny
編曲：谷岡久美
  - 13thシングル『INTO THE DEEP』カップリングのアコースティックバージョン
  - NHK『みんなのうた』2021年6月 - 7月オンエア楽曲[32]

### 特典DVD（初回生産限定盤）
| #  | タイトル                                 | 作詞 | 作曲・編曲 |
| -- | ---------------------------------------- | ---- | ---------- |
| 1. | 「whatever you had said was everything」 |      |            |
| 2. | 「2045」                                 |      |            |
| 3. | 「yoake」                                |      |            |
| 4. | 「colours」                              |      |            |
| 5. | 「Memories」                             |      |            |
| 6. | 「小さきものたち」                       |      |            |

## 演奏
- E.D.Vedder：Guitars, etc
- 布袋寅泰：Guitars (#9)
- 中野雅之（BOOM BOOM SATELLITES / THE SPELLBOUND）：Keyboards & Programming (#1.3.5.9)
- 大島こうすけ：Keyboards & Programming (#7)
- 東出真緒（BIGMAMA）：Violin (#4)
- 吉田宇宙ストリングス：Strings (#7.10.14)
- 吉田宇宙：Violin, Strings & Brass Arrangement
- 楢村海香、山本大将、白澤美佳、雨宮麻未子、三國茉莉、島田光理、島内晶子、金子由衣、名倉主：Violin
- 菊池幹代、舘泉礼一、松本有理、大辻ひろの：Viola
- 村中俊之、林田順平、渡邉雅弦：Cello
- 谷岡久美：Piano (#14)
- 海沼正利：Percussion (#14)
- 太田光宏：Guitar (#14)
- 棚橋俊幸：Bass (#14)
- 高桑英世：Recorder (#14)
- 君塚広明：Bassoon (#14)

## タイアップ
※タイアップ起用順
- Left Alive
  - スクウェア・エニックスゲームソフト『LEFT ALIVE』CMソング[23]
- Dark Crow[注 3]
  - NHK総合テレビアニメ『ヴィンランド・サガ』オープニング・テーマ[31]
- The Victors
  - 東宝配給音楽ドキュメンタリー映画『MAN WITH A MISSION THE MOVIE -TRACE the HISTORY-』主題歌[30]
- All You Need
  - スマートフォン向けゲームアプリ『A.I.M.$ -All you need Is Money-』主題歌[21]
- Perfect Clarity
  - 東宝配給映画『ヒノマルソウル〜舞台裏の英雄たち〜』挿入歌[24]
- 小さきものたち[注 3]
  - NHK『みんなのうた』2021年6月 - 7月オンエア楽曲[32]
- More Than Words
  - 東宝配給映画『劇場版ラジエーションハウス』主題歌[14]
- Blaze
  - MBS・TOKYO MX・BS11テレビアニメ『機動戦士ガンダム 鉄血のオルフェンズ 特別編』オープニングテーマ[15]
- blue soul
  - TBS系『S☆1』テーマソング[22]
- Tonight, Tonight
  - エクストリームスポーツ競技大会『X Games Chiba 2022 Presented by Yogibo』大会テーマソング[18]
  - ソニー・ピクチャーズ エンタテインメント配給映画『バイオレンスアクション』挿入歌[19]
- Rain
  - 東宝配給映画『劇場版ラジエーションハウス』インスパイアソング[26]
- The Soldiers From The Start
  - スマートフォン向けゲームアプリ『FINAL FANTASY VII THE FIRST SOLDIER』戦闘BGM[29]